# プレブル郡 (オハイオ州)
プレブル郡（英: Preble County）は、アメリカ合衆国オハイオ州の西部に位置する郡である。2010年国勢調査での人口は42,270人であり、2000年の42,337人から0.2%減少した。郡庁所在地はイートン市（人口8,407人）であり、同郡で人口最大の都市でもある。
郡名はアメリカ独立戦争と、第一次バーバリ戦争で海賊と戦った海軍士官エドワード・プレブルに因んで名付けられた。

## 歴史
プレブル郡は1808年2月15日に、バトラー郡とモンゴメリー郡の一部を合わせて設立された。郡名はアメリカ独立戦争から米英戦争時の海軍士官エドワード・プレブルに因んで名付けられた。

## 地理
アメリカ合衆国国勢調査局に拠れば、郡域全面積は426.46平方マイル (1,104.5 km2)であり、このうち陸地424.12平方マイル (1,098.5 km2)、水域は2.34平方マイル (6.1 km2)で水域率は0.55%である。

### 河川
- ハーカーズ・ラン
- セブンマイル・クリーク
- フォーマイル・クリーク
- ツイン・クリーク
- ビッグ・オーレ・ファット・クリーク

### 隣接する郡
- ダーク郡 - 北
- モンゴメリー郡 - 東
- バトラー郡 - 南
- ユニオン郡 (インディアナ州) - 南西
- ウェイン郡 (インディアナ州) - 北西

## 人口動態
以下は2000年国勢調査による人口統計データである。
| 基礎データ - 人口: 42,337人 - 世帯数: 16,001 世帯 - 家族数: 12,144 家族 - 人口密度: 38人/km2（100人/mi2） - 住居数: 17,186軒 - 住居密度: 16軒/km2（40軒/mi2） 人種別人口構成 - 白人: 98.47% - アフリカン・アメリカン: 0.32% - ネイティブ・アメリカン: 0.21% - アジア人: 0.26% - 太平洋諸島系: 0.02% - その他の人種: 0.11% - 混血: 0.60% - ヒスパニック・ラテン系: 0.43% 年齢別人口構成 - 18歳未満: 26.0% - 18-24歳: 7.7% - 25-44歳: 28.7% - 45-64歳: 24.4% - 65歳以上: 13.2% - 年齢の中央値: 38歳 - 性比（女性100人あたり男性の人口） - 総人口: 99.3 - 18歳以上: 95.7 | 世帯と家族（対世帯数） - 18歳未満の子供がいる: 34.2% - 結婚・同居している夫婦: 63.5% - 未婚・離婚・死別女性が世帯主: 8.5% - 非家族世帯: 24.1% - 単身世帯: 20.6% - 65歳以上の老人1人暮らし: 8.9% - 平均構成人数 - 世帯: 2.62人 - 家族: 3.02人 収入と家計 - 収入の中央値 - 世帯: 42,093米ドル - 家族: 47,547米ドル - 性別 - 男性: 35,313米ドル - 女性: 23,573米ドル - 人口1人あたり収入: 18,444米ドル - 貧困線以下 - 対人口: 6.1% - 対家族数: 4.5% - 18歳未満: 7.0% - 65歳以上: 6.1% |

## 郡区

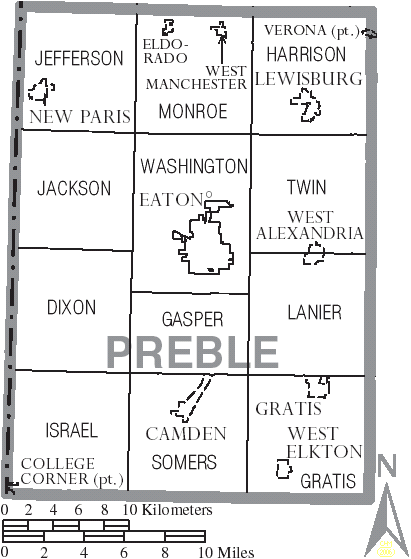
プレブル郡図

プレブル郡は下記12の郡区に分割されている。
| - ディクソン - ギャスパー - グラティス - ハリソン | - イスラエル - ジャクソン - ジェファーソン - ラニア | - モンロー - サマーズ - ツイン - ワシントン |

### 都市
- イートン - 郡庁所在地

### 村
| - カレッジコーナー - カムデン - エルドラード - グラティス - ルイスバーグ | - ニューパリス - ベローナ - ウェストアレクサンドリア - ウェストエルクトン - ウェストマンチェスター |

### 未編入の町
- フェアヘイブン

## 教育

### 高等教育機関
- シンクレア・コミュニティカレッジ
  - プレブル郡学習センター、イートン市

### 公共教育学区
- イートン・コミュニティ教育学区
  - イートン高校、イートン市
- ナショナルトレイル・ローカル教育学区
  - ナショナルトレイル高校、ニューパリス村
- プレブル・ショーニー・ローカル教育学区
  - プレブル・ショーニー高校、カムデン村
- トリカウンティ・ノース・ローカル教育学区
  - トリカウンティ・ノース高校、ルイスバーグ村
- ツインバレー・コミュニティ・ローカル教育学区
  - ツインバレー・コミュニティ高校、ウェストアレクサンドリア村
- ユニオン郡・カレッジコーナー合同教育学区
  - カレッジコーナー・ユニオン学校（幼稚園-5年生）はオハイオ州とインディアナ州の州境上にあり、オハイオ州カレッジコーナー村とインディアナ州ウェストカレッジコーナーの児童を受け入れている。5年生を卒業すると、プレブル郡の児童はユニオン郡中学校とユニオン郡高校に進学する。どちらも州境を跨いでインディアナ州リバティにある[6]。